# Coppa Italia 1993-1994
La Coppa Italia 1993-1994 fu la 47ª edizione della manifestazione calcistica.
Iniziò il 21 agosto 1993 e si concluse il 20 aprile 1994.
Venne vinta dalla Sampdoria, che se l'aggiudicò per la quarta volta battendo in finale una delle sorprese del torneo, l'Ancona militante in Serie B.

## Avvenimenti
Oltre all'Ancona, che dopo quindici anni riportò una formazione della serie cadetta in finale di coppa, in quest'edizione altre due provinciali come il Piacenza e il Venezia fecero la loro parte, spingendosi entrambe fino ai quarti: gli emiliani, entrati in tabellone al secondo turno, batterono Perugia e Milan per poi cadere contro i detentori del Torino; invece i veneti, anch'essi militanti in cadetteria (pur potendo vantare un lontano trionfo di coppa risalente all'edizione 1940-1941), partendo dal primo turno superarono Monza, Juventus e Fiorentina, fermando la loro corsa contro il succitato Ancona.
A proposito della sorprendente compagine marchigiana, che come il Venezia iniziò il suo cammino dal primo turno, eliminò in sequenza Giarre, Napoli, Avellino, Venezia e Torino, perdendo solo l'atto conclusivo contro la Sampdoria che, dal canto suo, superò i primi due turni ai quali prese parte soltanto ai tiri di rigore.

## Partite

### Turni preliminari

#### Primo turno
| Squadra 1      | Risultato   | Squadra 2 |
| -------------- | ----------- | --------- |
| L.R. Vicenza   | 1 - 0       | Modena    |
| Perugia        | 2 - 1       | Genoa     |
| SPAL           | 1 - 2 (dts) | Cosenza   |
| Acireale       | 0 - 1       | Ascoli    |
| Giarre         | 0 - 2 (dts) | Ancona    |
| Avellino       | 1 - 0       | Bari      |
| Fiorentina     | 2 - 0       | Empoli    |
| Monza          | 1 - 2 (dts) | Venezia   |
| Palermo        | 2 - 1       | Verona    |
| Como           | 1 - 2       | Brescia   |
| Ravenna        | 0 - 1       | Cesena    |
| Triestina      | 2 - 1 (dts) | Pescara   |
| Bologna        | 1 - 2       | Padova    |
| Fidelis Andria | 0 - 2       | Pisa      |
| Salernitana    | 1 - 2       | Udinese   |
| Leffe          | 2 - 3       | Lucchese  |

#### Secondo turno
È stato disputato il giorno 6 ottobre (andata) e 27 ottobre 1993 (ritorno)
| Squadra 1  | Totale | Squadra 2    | Andata | Ritorno         |
| ---------- | ------ | ------------ | ------ | --------------- |
| Milan      | 4 - 1  | L.R. Vicenza | 3 - 0  | 1 - 1           |
| Piacenza   | 3 - 2  | Perugia      | 3 - 1  | 0 - 1           |
| Cosenza    | 2 - 6  | Atalanta     | 0 - 2  | 2 - 4           |
| Ascoli     | 1 - 3  | Torino       | 1 - 3  | 0 - 0           |
| Napoli     | 2 - 3  | Ancona       | 0 - 0  | 2 - 3           |
| Lazio      | 0 - 2  | Avellino     | 0 - 2  | 0 - 0           |
| Fiorentina | 3 - 0  | Reggiana     | 3 - 0  | 0 - 0           |
| Juventus   | 4 - 5  | Venezia      | 1 - 1  | 3 - 4           |
| Parma      | 4 - 0  | Palermo      | 2 - 0  | 2 - 0           |
| Brescia    | 4 - 2  | Cremonese    | 2 - 2  | 2 - 0           |
| Cagliari   | 1 - 2  | Cesena       | 1 - 1  | 0 - 1           |
| Foggia     | 6 - 2  | Triestina    | 2 - 2  | 4 - 0           |
| Padova     | 1 - 2  | Roma         | 1 - 1  | 0 - 1           |
| Sampdoria  | 0 - 0  | Pisa         | 0 - 0  | 0 - 0 (3-1 dtr) |
| Udinese    | 4 - 3  | Lecce        | 2 - 0  | 2 - 3           |
| Lucchese   | 2 - 3  | Inter        | 2 - 1  | 0 - 2           |

### Fase finale

#### Ottavi di finale
È stato disputato il giorno 1º dicembre (andata) e 15 dicembre 1993 (ritorno)
| Squadra 1  | Totale | Squadra 2 | Andata | Ritorno         |
| ---------- | ------ | --------- | ------ | --------------- |
| Milan      | 1 - 2  | Piacenza  | 1 - 1  | 0 - 1           |
| Atalanta   | 0 - 3  | Torino    | 0 - 3  | 0 - 0           |
| Ancona     | 3 - 2  | Avellino  | 1 - 0  | 2 - 2           |
| Fiorentina | 1 - 2  | Venezia   | 1 - 2  | 0 - 0           |
| Parma      | 4 - 3  | Brescia   | 1 - 1  | 3 - 2           |
| Cesena     | 1 - 2  | Foggia    | 1 - 0  | 0 - 2 (dts)     |
| Sampdoria  | 3 - 3  | Roma      | 2 - 1  | 1 - 2 (7-6 dtr) |
| Udinese    | 1 - 2  | Inter     | 0 - 0  | 1 - 2           |

#### Quarti di finale
È stato disputato il giorno 6 gennaio (andata) e 27 gennaio 1994 (ritorno)
| Squadra 1 | Totale | Squadra 2 | Andata | Ritorno |
| --------- | ------ | --------- | ------ | ------- |
| Piacenza  | 3 - 4  | Torino    | 2 - 2  | 1 - 2   |
| Venezia   | 0 - 2  | Ancona    | 0 - 0  | 0 - 2   |
| Foggia    | 1 - 9  | Parma     | 0 - 3  | 1 - 6   |
| Sampdoria | 2 - 1  | Inter     | 1 - 0  | 1 - 1   |

#### Semifinali
È stato disputato il giorno 9 febbraio (andata) e 24 febbraio 1994 (ritorno)
| Squadra 1 | Totale | Squadra 2 | Andata | Ritorno |
| --------- | ------ | --------- | ------ | ------- |
| Ancona    | 1 - 0  | Torino    | 1 - 0  | 0 - 0   |
| Sampdoria | 3 - 1  | Parma     | 2 - 1  | 1 - 0   |

#### Finale
| Squadra 1 | Totale | Squadra 2 | Andata | Ritorno |
| --------- | ------ | --------- | ------ | ------- |
| Ancona    | 1 - 6  | Sampdoria | 0 - 0  | 1 - 6   |

## Finale

### Andata
| Arbitro: | Trentalange (Torino) |

| |            | |
| Andrea Armellini Sean Sogliano Felice Centofanti Marco Pecoraro Scanio Salvatore Mazzarano Milos Glonek Fabio Lupo Andrea Bruniera (49' Nicola Caccia) Massimo Agostini Gianluca De Angelis Sebastiano Vecchiola | Formazioni | Gianluca Pagliuca Giovanni Dall'Igna Michele Serena Ruud Gullit Pietro Vierchowod Stefano Sacchetti Attilio Lombardo Vladimir Jugovic (70' Giovanni Invernizzi) David Platt Roberto Mancini Alberico Evani |
| Vincenzo Guerini | Allenatori | Sergio Santarini (Direttore Tecnico) Sven Goran Eriksson |

### Ritorno
| Arbitro: | Luci (Firenze) |

| |            | |
| Vecchiola 50’ (aut.) Lombardo 58’ 75’ Vierchowod 65’ Bertarelli 80’ (rig.) Evani 85’ (rig.) | Marcatori  | 72’ Lupo |
| Gianluca Pagliuca Giovanni Invernizzi Michele Serena Ruud Gullit Pietro Vierchowod Stefano Sacchetti (87' Moreno Mannini) Attilio Lombardo Vladimir Jugovic David Platt Mauro Bertarelli (87' Fausto Salsano) Alberico Evani | Formazioni | Alessandro Nista Stefano Fontana Sean Sogliano Marco Pecoraro Scanio Salvatore Mazzarano Milos Glonek Fabio Lupo Massimo Gadda (59' Nicola Caccia) Massimo Agostini Gianluca De Angelis (68' Andrea Bruniera) Sebastiano Vecchiola |
| Sergio Santarini (Direttore Tecnico) Sven Goran Eriksson | Allenatori | Vincenzo Guerini |